# Frunze (rejon perwomajski)
Frunze (ukr. i ros. Фрунзе) – wieś na Ukrainie, w Autonomicznej Republice Krymu (de iure stanowiącej integralną część państwa ukraińskiego, w 2014 anektowanej przez Rosję i odtąd funkcjonującej jako Republika Krymu), w rejonie perwomajskim. W 2001 liczyła 557 mieszkańców, wśród których 143 wskazało jako ojczysty język ukraiński, 278 rosyjski, 114 krymskotatarski, 1 węgierski, 6 białoruski, a 15 inny. Według spisu ludności przeprowadzonego przez okupacyjne władze rosyjskie populacja wsi w 2014 wynosiła 492 osoby.